# さらばのこの本ダレが書いとんねん!
『さらばのこの本ダレが書いとんねん！』（さらばのこのほんダレがかいとんねん！）は、テレビ大阪で2022年（令和4年）4月27日からBUZZOOKAチャンネル枠で放送されているバラエティ番組。呼称は『本ダレ』。

## 概要
さらば青春の光が世の中にある変わったタイトルや表紙、ニッチな内容など思わず「こんな本、誰が書いとんねん!?」とツッコみたくなるような書籍を集め、実際にその書いた作者に根掘り葉掘り聞いていこうという、トークバラエティー番組。
扱う本のテーマは「裏社会」「エロ」「オカルト」など深夜だからこそできるものから、「IT・科学」「紀行」など様々なジャンルを扱っている。
基本的に番組の時間帯や予算の関係上セットは無く、クロマキー合成で収録しており、背景には毎回日本各地にある書店の外観や店内の画像を合成している。YouTubeやTVerなどでの再生数が増え、番組の人気や知名度が上がっていくにつれて番組を見た書店のオーナーが番組宛に「ぜひ紹介して欲しい」という連絡が来ることが多くなっている。
毎回収録のラストには2人がそれぞれ感想がてら「本の帯コメント」を考えることになっているのだが、本の内容を織り交ぜた大喜利的な回答となっている。
2023年10月からは放送時間を拡大し、30分間の放送になった。それに合わせ、BUZZOOKAチャンネル枠は本来各曜日計30分の放送だが、この火曜深夜の枠のみ45分枠へと拡大した。
初回放送分から、毎週火曜夜8時にYouTube「さらば青春のテレビ大阪チャンネル」にて先行配信している。これはBUZZOOKAチャンネルの「地上波の枠にとらわれない多角的な展開を目指す」一環での新たな取組となっている。また地上波放送終了後には在京民放キー局5社共同運営の動画配信サービス「TVer」での見逃し配信も行われている。
2024年7月には未来屋書店49店舗にて、さらばの2人がこれまで考えてきた帯コメントを実際に本に巻いて販売するフェアを開催。
2025年1月9日、16日には夕方17時15分からテレビ東京で放送された。
同年4月1日から奈良テレビで毎週火曜朝10時から放送開始。同年7月1日よりテレQにて毎週火曜（月曜深夜）0時30分より放送開始。

## 出演者

### 出演者
- さらば青春の光（森田哲矢・東ブクロ）

## 放送リスト
| 2022年                      | 2022年                      | 2022年                                                                                          | 2022年                      | 2022年                                   | 2022年                      |
| 回                          | 放送日 （地上波）           | 紹介した書籍                                                                                    | ゲスト                      | 今週の背景                               | 備考                        |
| 水曜 0:30 - 0:45 (火曜深夜) | 水曜 0:30 - 0:45 (火曜深夜) | 水曜 0:30 - 0:45 (火曜深夜)                                                                     | 水曜 0:30 - 0:45 (火曜深夜) | 水曜 0:30 - 0:45 (火曜深夜)              | 水曜 0:30 - 0:45 (火曜深夜) |
| --------------------------- | --------------------------- | ----------------------------------------------------------------------------------------------- | --------------------------- | ---------------------------------------- | --------------------------- |
| 1                           | 4月27日                     | 『一生忘れない怖い話の語り方 すぐ話せる「実話怪談」入門』(KADOKAWA)                             | 吉田悠軌                    | 高山本店（東京・神田）                   |                             |
| 2                           | 5月4日                      | 『一生忘れない怖い話の語り方 すぐ話せる「実話怪談」入門』(KADOKAWA)                             | 吉田悠軌                    | 高山本店（東京・神田）                   |                             |
| 3                           | 5月11日                     | 『にゃんたま』(自由国民社)                                                                      | 芳澤ルミ子                  | 明倫館書店（東京・神田）                 |                             |
| 4                           | 5月18日                     | 『民間人のための戦場行動マニュアル』(誠文堂新光社)                                              | 濱田亮                      | 東陽堂書店（東京・神田）                 |                             |
| 5                           | 5月25日                     | 『全国版 あの日のエロ本自販機探訪記』(双葉社)                                                   | 黒沢哲哉                    | ＠ワンダー（東京・神田）                 |                             |
| 6                           | 6月1日                      | 『全国版 あの日のエロ本自販機探訪記』(双葉社)                                                   | 黒沢哲哉                    | ＠ワンダー（東京・神田）                 |                             |
| 7                           | 6月8日                      | 『超プロヒモ理論 浮いた家賃は1000万、寄生生活13年の逃げきり幸福論』(二見書房)                   | ふみくん                    | 内山書店（東京・神田）                   |                             |
| 8                           | 6月15日                     | 『超プロヒモ理論 浮いた家賃は1000万、寄生生活13年の逃げきり幸福論』(二見書房)                   | ふみくん                    | 内山書店（東京・神田）                   |                             |
| 9                           | 6月22日                     | 『顔ハメ看板 ハマり道』(自由国民社)                                                             | 塩谷朋之                    | 増子書店（茨城・鉾田）                   |                             |
| 10                          | 6月29日                     | 『文春にバレない密会の方法』(太田出版)                                                          | キンマサタカ                | みわ書房（東京・神田）                   |                             |
| 11                          | 7月6日                      | 『文春にバレない密会の方法』(太田出版)                                                          | キンマサタカ                | みわ書房（東京・神田）                   |                             |
| 12                          | 7月13日                     | 『ルポ 中国「潜入バイト」日記』(小学館)                                                         | 西谷格                      | さとし書房 （東京・新宿区早稲田）        |                             |
| 13                          | 7月20日                     | 『ルポ 中国「潜入バイト」日記』(小学館)                                                         | 西谷格                      | さとし書房 （東京・新宿区早稲田）        |                             |
| 14                          | 7月27日                     | 『現役グラドルがカラダを張って体験してきました』(彩図社)                                        | 吉沢さりぃ                  | 有文堂書店（東京・神田）                 |                             |
| 15                          | 8月3日                      | 『現役グラドルがカラダを張って体験してきました』(彩図社)                                        | 吉沢さりぃ                  | 有文堂書店（東京・神田）                 |                             |
| 16                          | 8月10日                     | 『世界のオカルト遺産 調べてきました』(彩図社)                                                   | 松岡信宏                    | 富士鷹屋（東京・神田）                   |                             |
| 17                          | 8月17日                     | 『世界のオカルト遺産 調べてきました』(彩図社)                                                   | 松岡信宏                    | 富士鷹屋（東京・神田）                   |                             |
| 18                          | 8月24日                     | 『ない本、あります。』(大和書房)                                                                | 能登崇                      | 虔十書林 （東京・神保町）                |                             |
| 19                          | 8月31日                     | 『昭和遺産へ、巡礼1703景』(303 BOOKS)                                                           | 平山雄                      | 夢野書店（東京・神保町）                 |                             |
| 20                          | 9月7日                      | 『昭和遺産へ、巡礼1703景』(303 BOOKS)                                                           | 平山雄                      | 夢野書店（東京・神保町）                 |                             |
| 21                          | 9月14日                     | 『事件現場清掃人 死と生を看取る者』(飛鳥新社)                                                   | 高江洲敦                    | 古書 現世（東京・高田馬場）              |                             |
| 22                          | 9月21日                     | 『事件現場清掃人 死と生を看取る者』(飛鳥新社)                                                   | 高江洲敦                    | 古書 現世（東京・高田馬場）              |                             |
| 23                          | 9月28日                     | 『巨乳の誕生 大きなおっぱいはどう呼ばれてきたのか』(太田出版)                                   | 安田理央                    | Flying Books（東京・渋谷）               |                             |
| 24                          | 10月5日                     | 『巨乳の誕生 大きなおっぱいはどう呼ばれてきたのか』(太田出版)                                   | 安田理央                    | Flying Books（東京・渋谷）               |                             |
| 25                          | 10月12日                    | 『モテたいと思っている男ってなんであんなに気持ち悪いんだろう』(竹書房)                          | 大島薫                      | バックパックブックス （東京・代田橋）    |                             |
| 26                          | 10月19日                    | 『モテたいと思っている男ってなんであんなに気持ち悪いんだろう』(竹書房)                          | 大島薫                      | バックパックブックス （東京・代田橋）    |                             |
| 27                          | 10月26日                    | 『短所ネガティブ 長所ネガティブ』(主婦の友社)                                                   | 峯岸みなみ                  | 沙羅書房（東京・神保町）                 |                             |
| 28                          | 11月2日                     | 『短所ネガティブ 長所ネガティブ』(主婦の友社)                                                   | 峯岸みなみ                  | 沙羅書房（東京・神保町）                 |                             |
| 29                          | 11月9日                     | 『近現代 スパイの作法』(G.B.)                                                                   | 落合浩太郎                  | 古書 鮫の歯（東京・日暮里）              |                             |
| 30                          | 11月16日                    | 『近現代 スパイの作法』(G.B.)                                                                   | 落合浩太郎                  | 古書 鮫の歯（東京・日暮里）              |                             |
| 31                          | 11月23日                    | 『江戸の女性たちはどうしてましたか？ ー春画と性典物からジェンダー史をゆるゆる読み解く』(晶文社) | 春画ール                    | 古書 往来座（東京・池袋）                |                             |
| 32                          | 11月30日                    | 『江戸の女性たちはどうしてましたか？ ー春画と性典物からジェンダー史をゆるゆる読み解く』(晶文社) | 春画ール                    | 古書 往来座（東京・池袋）                |                             |
| 33                          | 12月7日                     | 『探偵の現場』(KADOKAWA)                                                                        | 岡田真弓                    | 橋本書店（埼玉・大宮）                   |                             |
| 34                          | 12月14日                    | 『探偵の現場』(KADOKAWA)                                                                        | 岡田真弓                    | 橋本書店（埼玉・大宮）                   |                             |
| 35                          | 12月21日                    | 『海賊の世界史 古代ギリシアから大航海時代、現代ソマリアまで』(中公新書)                         | 桃井治郎                    | 古書専門店 ヴィンテージ （東京・神保町） |                             |
| 36                          | 12月28日                    | 『海賊の世界史 古代ギリシアから大航海時代、現代ソマリアまで』(中公新書)                         | 桃井治郎                    | 古書専門店 ヴィンテージ （東京・神保町） |                             |

| 2023年                      | 2023年            | 2023年                                                                                       | 2023年            | 2023年                                   | 2023年 |
| 回                          | 放送日 （地上波） | 紹介した書籍                                                                                 | ゲスト            | 今週の背景                               | 備考   |
| --------------------------- | ----------------- | -------------------------------------------------------------------------------------------- | ----------------- | ---------------------------------------- | ------ |
| 37                          | 1月4日            | 『ルポ路上生活』(KADOKAWA)                                                                   | 國友公司          | 秦川堂書店（東京・神保町）               |        |
| 38                          | 1月11日           | 『ルポ路上生活』(KADOKAWA)                                                                   | 國友公司          | 秦川堂書店（東京・神保町）               |        |
| 39                          | 1月18日           | 『「ぴえん」という病 ＳＮＳ世代の消費と承認』(扶桑社)                                        | 佐々木チワワ      | 古書ビビビ（東京・下北沢）               |        |
| 40                          | 1月25日           | 『「ぴえん」という病 ＳＮＳ世代の消費と承認』(扶桑社)                                        | 佐々木チワワ      | 古書ビビビ（東京・下北沢）               |        |
| 41                          | 2月1日            | 『ルポ パパ活 彼女たちは何を売っているのか？ 交際クラブという第３の関係性』(彩図社)          | 日向琴子          | たもかく本の店（福島・南会津）           |        |
| 42                          | 2月8日            | 『ルポ パパ活 彼女たちは何を売っているのか？ 交際クラブという第３の関係性』(彩図社)          | 日向琴子          | たもかく本の店（福島・南会津）           |        |
| 43                          | 2月15日           | 『テレビはプロレスから始まった 全日本プロレス中継を作ったテレビマンたち』 (イースト・プレス) | 福留崇広          | かげろう文庫（東京・神田）               |        |
| 44                          | 2月22日           | 『テレビはプロレスから始まった 全日本プロレス中継を作ったテレビマンたち』 (イースト・プレス) | 福留崇広          | かげろう文庫（東京・神田）               |        |
| 45                          | 3月1日            | 『オカルト怪異事典』(笠間書院)                                                               | 寺井広樹          | ねこの手書店                             |        |
| 46                          | 3月8日            | 『オカルト怪異事典』(笠間書院)                                                               | 寺井広樹          | ねこの手書店                             |        |
| 47                          | 3月15日           | 『秀和レジデンス図鑑』(TWO VIRGINS)                                                          | haco              | BOOK ROAD（東京・三鷹）                  |        |
| 48                          | 3月22日           | 『秀和レジデンス図鑑』(TWO VIRGINS)                                                          | haco              | BOOK ROAD（東京・三鷹）                  |        |
| 49                          | 3月29日           | 『世界金玉考』(左右社)                                                                       | 西川清史          | 杣Books（場所不定）                      |        |
| 50                          | 4月5日            | 『世界金玉考』(左右社)                                                                       | 西川清史          | 杣Books（場所不定）                      |        |
| 51                          | 4月12日           | 『BKBショートショート小説集 電話をしてるふり』(ヨシモトブックス)                             | バイク川崎バイク  | フォスフォレッセンス （東京・三鷹）      |        |
| 52                          | 4月19日           | 『BKBショートショート小説集 電話をしてるふり』(ヨシモトブックス)                             | バイク川崎バイク  | フォスフォレッセンス （東京・三鷹）      |        |
| 53                          | 4月26日           | 『最期の火を灯す者 火葬場で働く僕の日常』(竹書房)                                            | 下駄華緒          | 古書専門店 ヴィンテージ （東京・神保町） |        |
| 54                          | 5月3日            | 『最期の火を灯す者 火葬場で働く僕の日常』(竹書房)                                            | 下駄華緒          | 古書専門店 ヴィンテージ （東京・神保町） |        |
| 55                          | 5月10日           | 『警視庁公安部外事課』(光文社)                                                               | 勝丸円覚          | すずめ出版古書部（埼玉・越谷）           |        |
| 56                          | 5月17日           | 『警視庁公安部外事課』(光文社)                                                               | 勝丸円覚          | すずめ出版古書部（埼玉・越谷）           |        |
| 57                          | 5月24日           | 『男しか行けない場所に女が行ってきました』(イースト・プレス)                                 | 田房永子          | Cat's Meow Books （東京・三軒茶屋）      |        |
| 58                          | 5月31日           | 『男しか行けない場所に女が行ってきました』(イースト・プレス)                                 | 田房永子          | Cat's Meow Books （東京・三軒茶屋）      |        |
| 59                          | 6月7日            | 『ルポ 歌舞伎町』(彩図社)                                                                    | 國友公司          | 本と珈琲 梟書茶房 （東京・池袋）         |        |
| 60                          | 6月14日           | 『ルポ 歌舞伎町』(彩図社)                                                                    | 國友公司          | 本と珈琲 梟書茶房 （東京・池袋）         |        |
| 61                          | 6月21日           | 『呪物蒐集録』(竹書房)                                                                       | 田中俊行          | 芳林堂書店 高田馬場店 （東京・高田馬場） |        |
| 62                          | 6月28日           | 『呪物蒐集録』(竹書房)                                                                       | 田中俊行          | 芳林堂書店 高田馬場店 （東京・高田馬場） |        |
| 63                          | 7月5日            | 『日本バッティングセンター考』(双葉社)                                                       | カルロス矢吹      | 本の長屋（東京・高円寺）                 |        |
| 64                          | 7月12日           | 『日本バッティングセンター考』(双葉社)                                                       | カルロス矢吹      | 本の長屋（東京・高円寺）                 |        |
| 65                          | 7月19日           | 『片手袋研究入門 小さな落としものから読み解く都市と人』(実業之日本社)                        | 石井公二          | Space Utility TOKYO （東京・中目黒）     |        |
| 66                          | 7月26日           | 『片手袋研究入門 小さな落としものから読み解く都市と人』(実業之日本社)                        | 石井公二          | Space Utility TOKYO （東京・中目黒）     |        |
| 67                          | 8月2日            | 『AIの雑談力』(KADOKAWA)                                                                     | 東中竜一郎        | 弥生坂 緑の本棚 （東京・文京区）         |        |
| 68                          | 8月9日            | 『AIの雑談力』(KADOKAWA)                                                                     | 東中竜一郎        | 弥生坂 緑の本棚 （東京・文京区）         |        |
| 69                          | 8月16日           | 『偏差値78のAV男優が考える セックス幸福論』(講談社)                                          | 森林原人          | 透明書店（東京・台東区）                 |        |
| 70                          | 8月23日           | 『偏差値78のAV男優が考える セックス幸福論』(講談社)                                          | 森林原人          | 透明書店（東京・台東区）                 |        |
| 71                          | 8月30日           | 『新日本エロい街紀行 伝説のエロい街を訪ねて三千里』(アルファベータブックス)                  | カベルナリア吉田  | Books＆Cafe 関帝堂書店 （横浜中華街）    |        |
| 72                          | 9月6日            | 『新日本エロい街紀行 伝説のエロい街を訪ねて三千里』(アルファベータブックス)                  | カベルナリア吉田  | Books＆Cafe 関帝堂書店 （横浜中華街）    |        |
| 73                          | 9月13日           | 『関西ヤクザの赤裸々日記』(彩図社)                                                           | てつ              | たなべ書店本店（東京・江東区）           |        |
| 74                          | 9月20日           | 『関西ヤクザの赤裸々日記』(彩図社)                                                           | てつ              | たなべ書店本店（東京・江東区）           |        |
| 75                          | 9月27日           | ※特別企画 ～第1回 本ダレ大賞～                                                               | 吉沢さりぃ        | 古書サンカクヤマ （東京・高円寺）        |        |
| 水曜 0:30 - 1:00 (火曜深夜) |                   |                                                                                              |                   |                                          |        |
| 76                          | 10月4日           | 『洞窟ばか～すきあらば前人未踏の洞窟探検～』(扶桑社)                                         | 吉田勝次          | カストリ書房 （東京・台東区）            |        |
| 77                          | 10月11日          | 『ファミコン発売中止ゲーム図鑑』(三才ブックス)                                               | 鯨武長之介        | 鳥取堂（横浜市・中区）                   |        |
| 78                          | 10月18日          | 『旅がなければ死んでいた』(KKベストセラーズ)                                                 | 坂田ミギー        | なタ書（香川県）                         |        |
| 79                          | 10月25日          | 『僕たちのインターネット史』(亜紀書房)                                                       | ばるぼら さやわか | 謎専門書店 らんぷ堂 （東京・歌舞伎町）   |        |
| 80                          | 11月1日           | 『ガチャガチャの経済学』(プレジデント社)                                                     | 小野尾勝彦        | 恵文社一乗寺店（京都府）                 |        |
| 81                          | 11月8日           | 『野宿入門―― ちょっと自由になる生き方』(草思社)                                              | かとうちあき      | Daily Practice Books （東京・広尾）      |        |
| 82                          | 11月15日          | 『そろそろタイムマシンで未来へ行けますか？』(飛鳥新社)                                       | 齊田興哉          | 旅する本屋 放浪書房（場所不定）          |        |
| 83                          | 11月22日          | 『葉っぱのぐそをはじめよう』(山と渓谷社)                                                     | 伊沢正名          | 絶版漫画バナナクレープ （大阪府）        |        |
| 84                          | 11月28日          | 『オカルト異世界ばなし』（竹書房）                                                           | 角由紀子          | 書泉グランデ（東京・神保町）             |        |
| 85                          | 12月5日           | 『おとな六法』（クロスメディア･パブリッシング）                                              | 岡野武志          | Valuebooks Lab.（長野県）                |        |
| 86                          | 12月12日          | 『政治家の酒癖 世界を動かしてきた酒飲みたち』（平凡社）                                      | 栗下直也          | CAVA BOOKS（京都府）                     |        |
| 87                          | 12月19日          | 『陸上自衛隊ますらお日記』（KADOKAWA）                                                       | ぱやぱやくん      | 葉ね文庫（大阪府）                       |        |
| 88                          | 12月26日          | 『めざせ! ムショラン三ツ星』（朝日新聞出版）                                                 | 黒栁桂子          | 暗やみ本屋ハックツ（東京・池袋）         |        |

| 2024年                      | 2024年                      | 2024年 | 2024年                      | 2024年                                      | 2024年                      |
| 回                          | 放送日 （地上波）           | 紹介した書籍 | ゲスト                      | 今週の背景                                  | 備考                        |
| 水曜 0:30 - 1:00 (火曜深夜) | 水曜 0:30 - 1:00 (火曜深夜) | 水曜 0:30 - 1:00 (火曜深夜) | 水曜 0:30 - 1:00 (火曜深夜) | 水曜 0:30 - 1:00 (火曜深夜)                 | 水曜 0:30 - 1:00 (火曜深夜) |
| --------------------------- | --------------------------- | --- | --------------------------- | ------------------------------------------- | --------------------------- |
| 89                          | 1月2日                      | 『フィリピンパブ嬢の経済学』（新潮社）                                                                                                   | 中島弘象                    | 二号店（兵庫・尼崎）                        |                             |
| 90                          | 1月9日                      | 『エロマンガ表現史』（太田出版） | 稀見理都                    | 夜行書店（岩手・盛岡）                      |                             |
| 91                          | 1月16日                     | 『酷道大百科』（実業之日本社） | 鹿取茂雄                    | 本とおかしリコリコ（東京・中野区）          |                             |
| 92                          | 1月23日                     | 『特攻服少女と1825日』（小学館） | 比嘉健二                    | 清和堂書店（大阪市鶴見区）                  |                             |
| 93                          | 1月30日                     | 『怪物に出会った日 井上尚弥と闘うということ』（講談社）                                                                                  | 森合正範                    | 古書みつけ浅草橋（東京・台東区）            |                             |
| 94                          | 2月6日                      | 『彼女が僕としたセッ○スは動画の中と完全に同じだった』（集英社）                                                                          | 山下素童                    |                                             |                             |
| 95                          | 2月13日                     | 『アニメ化4作品のマンガ家が腕時計にハマった結果 5000万円の借金をつくった話』（ワニブックス）                                             | ヒロユキ                    | 芳林堂書店高田馬場店（東京・新宿区）        |                             |
| 96                          | 2月20日                     | 『元カレごはん埋葬委員会』（サンマーク出版）                                                                                             | 川代紗生                    | 天狼院書店・京都天狼院（京都）              |                             |
| 97                          | 2月27日                     | 『愛しのゴキブリ探訪記』（ベレ出版） | 柳澤静磨                    | 二号店                                      |                             |
| 98                          | 3月5日                      | 『稼ぐギャンブル［完全版］ 3億円を稼いだ芸人が徹底解説 99の方程式』（太田出版）                                                          | じゃい                      | 利根書店                                    |                             |
| 99                          | 3月12日                     | 『恐い食べ物』（二見書房） | 松原タニシ                  | アカシヤ書店（東京・練馬区南大泉）          |                             |
| 100                         | 3月19日                     | 『大学教授がマッチングアプリに挑戦してみたら、経営学から経済学、マーケティングまで学べた件について。』（クロスメディア・パブリッシング） | 高橋勅徳                    | 書泉グランデ                                |                             |
| 101                         | 3月26日                     | 『世界の女が僕を待っている』（イースト・プレス）                                                                                         | JOJO                        | 日記屋月日（東京・世田谷区下北沢）          |                             |
| 102                         | 4月2日                      | 『エクストリーム大家』（ライチブックス）                                                                                                 | 春川賢太郎                  | 峰山往来文庫（香川・高松）                  |                             |
| 103                         | 4月9日                      | 『回転ベッドを追いかけて』（hayaoki books）                                                                                              | ゆなな                      | 古本らんだむ（東京・東村山）                |                             |
| 104                         | 4月16日                     | 『偉人の年収』（イースト・プレス） | 堀江宏樹                    | 木挽堂書店（東京・中央区）                  |                             |
| 105                         | 4月23日                     | 『最後の秘境 東京藝大―天才たちのカオスな日常―』（新潮社）                                                                                | 二宮敦人                    | 太洋堂書店（東京・葛飾）                    |                             |
| 106                         | 4月30日                     | 『ビジネス会食 完全攻略マニュアル』（ダイヤモンド社）                                                                                    | yuuu                        | 出戸浜の本や（秋田・潟上）                  |                             |
| 107                         | 5月7日                      | 『一瞬で見抜ける！“クズ男”図鑑』（大和出版）                                                                                             | 見知らぬミシル              | 文学堂美容室retri（東京・世田谷区）         |                             |
| 108                         | 5月14日                     | 『大学で学ぶゾンビ学』（扶桑社） | 岡本健                      | MANGA ART HOTEL TOKYO（東京・千代田区）     |                             |
| 109                         | 5月21日                     | 『幽霊インタビュー完全版: 怪談界の歴史が変わる』（Independently published）                                                              | 水沢隆広                    | tiny tiny bookstore（群馬・前橋）           |                             |
| 110                         | 5月28日                     | 『まちかどガードパイプ図鑑』（創元社）                                                                                                   | 岡元大                      | トロル（東京・東村山）                      |                             |
| 111                         | 6月4日                      | 『野食ハンターの七転八倒日記』（平凡社）                                                                                                 | 茸本朗                      | 悠久堂書店（東京・神保町）                  |                             |
| 112                         | 6月11日                     | 『女の子のためのバイブを20年間作ってきました』（みらいパブリッシング）                                                                   | 河野エミ                    | くだん書房（東京・千代田区）                |                             |
| 113                         | 6月18日                     | 『芸人沼から抜けられない。』（ポプラ社）                                                                                                 | 児島気奈                    | KEYBOOKS（タイ・バンコク）                  |                             |
| 114                         | 6月25日                     | 『アニメオタクの一級建築士が建築の面白さを徹底解剖する本。』（彩図社）                                                                   | 千葉光 吉川尚哉             | メッゲンドルファー（神奈川・鎌倉）          |                             |
| 115                         | 7月3日                      | 『あの人が好きって言うから…有名人の愛読書50冊読んでみた』（中央公論新社）                                                                | ブルボン小林                | うみねこ堂書林（兵庫・神戸）                |                             |
| 116                         | 7月10日                     | 『マル暴 警視庁暴力団担当刑事』（小学館）                                                                                                | 櫻井裕一                    | 食府書苑（東京・豊島区）                    |                             |
| 117                         | 7月17日                     | 『不道徳ロック講座』（新潮社） | 神舘和典                    | たにぐち書店（東京・豊島区）                |                             |
| 118                         | 7月24日                     | 『80年代オマケシール大百科』（いそっぷ社）                                                                                               | サデスパー堀野              | 未来屋書店大日                              |                             |
| 119                         | 7月31日                     | 『スタンダップコメディ入門 「笑い」で読み解くアメリカ文化史』（フィルムアート社）                                                        | Saku Yanagawa               | 弘鈴堂（大阪・八尾）                        |                             |
| 120                         | 8月7日                      | 『審判はつらいよ』（小学館） | 鵜飼克郎                    | 古書BIBLIO（東京・神保町）                  |                             |
| 121                         | 8月14日                     | 『おかるとらべる 365日ホラー旅』（竹書房）                                                                                               | Coco                        | 角川武蔵野ミュージアム（埼玉・所沢）        |                             |
| 122                         | 8月21日                     | 『パチンコが好きで何が悪い』（ガイドワークス）                                                                                           | 森本レオ子                  | 大洋堂書店（東京・小金井市）                |                             |
| 123                         | 8月28日                     | 『地面師 他人の土地を売り飛ばす闇の詐欺集団』（講談社）                                                                                  | 森功                        | 絵本屋かささぎ（兵庫・神戸）                |                             |
| 124                         | 9月4日                      | 『カスハラ、悪意クレームなど ハードクレームから従業員・組織を守る本』（あさ出版）                                                        | 津田卓也                    | Rock on king（東京・千代田区）              |                             |
| 125                         | 9月11日                     | 『生物学的に、しょうがない!』（サンマーク出版）                                                                                          | 石川幹人                    | 惣Common（神奈川・鎌倉）                    |                             |
| 126                         | 9月18日                     | 『プリズン・ドクター』（新潮社） | おおたわ史絵                | リバーシティ21新川（東京・中央区）          |                             |
| 127                         | 9月25日                     | 『宇宙飛行士選抜試験』（SBクリエイティブ）                                                                                               | 内山崇                      | 好文堂（長崎県長崎市）                      |                             |
| 128                         | 10月2日                     | 『「最初の男」になりたがる男、「最後の女」になりたがる女 夜の世界で学ぶ男と女の新・心理大全』（KADOKAWA）                                | 関口美奈子                  | Bookcafe上方演芸（大阪市中央区）            |                             |
| 129                         | 10月9日                     | 『怖い話でメシを食う。 最恐の2人が語る奇妙な日常』（日本ジャーナル出版）                                                                 | はやせやすひろ              | ブッククラブ回（東京・港区）                |                             |
| 130                         | 10月16日                    | 『事件報道の裏側』（東洋経済新報社） | 三枝玄太郎                  | アート書房（岐阜県岐阜市）                  |                             |
| 131                         | 10月23日                    | 『国税局査察部24時』（講談社） | 上田二郎                    | 万栄堂（静岡県静岡市）                      |                             |
| 132                         | 10月30日                    | 『ガングロ族の最期 ギャル文化の研究』（イースト・プレス）                                                                                | 久保友香                    | 特殊書店Bibliomania（愛知・名古屋）         |                             |
| 133                         | 11月6日                     | 『裁判長の泣けちゃうお説教』（河出書房新社）                                                                                             | 長嶺超輝                    | 万歩書店（岡山県岡山市）                    |                             |
| 134                         | 11月13日                    | 『珍獣ドクターのドタバタ診察日記 動物の命に「まった」なし！』（ポプラ社）                                                                | 田向健一                    | ビブリアの部屋 葉隠れ書房（神奈川・茅ケ崎） |                             |
| 135                         | 11月20日                    | 『電線の恋人』（平凡社） | 石山蓮華                    | 西村文生堂（東京・目黒）                    |                             |
| 136                         | 11月27日                    | 『人生が整うマウンティング大全』（技術評論社）                                                                                           | マウンティングポリス        | あかちゃんえほんや（神奈川・伊勢原）        |                             |
| 137                         | 12月4日                     | 『悲しみは笑い飛ばせ！ 島田珠代の幸福論』（KADOKAWA）                                                                                    | 島田珠代                    | オペラバフ（東京・新宿）                    | 1年間期間限定公開           |
| 138                         | 12月11日                    | 『よかれと思ってやったのに 男たちの「失敗学」入門』（晶文社）                                                                            | 清田隆之                    | 鴨葱書店（京都市東）                        |                             |
| 139                         | 12月18日                    | 『転売ヤー 闇の経済学』（新潮社） | 奥窪優木                    | 西村文生堂                                  |                             |
| 140                         | 12月25日                    | 『考古学者が発掘調査をしていたら、怖い目にあった話』（ポプラ社）                                                                         | 大城道則                    | 六一書房（神田神保町）                      |                             |

| 2025年                      | 2025年            | 2025年                                                                                    | 2025年         | 2025年                                                       | 2025年 |
| 回                          | 放送日 （地上波） | 紹介した書籍                                                                              | ゲスト         | 今週の背景                                                   | 備考   |
| --------------------------- | ----------------- | ----------------------------------------------------------------------------------------- | -------------- | ------------------------------------------------------------ | ------ |
| 141                         | 1月1日            | 『アジアの心霊スポット100選』（東京キララ社）                                             | 濱幸成         | 古本遊戯流浪堂（東京・目黒）                                 |        |
| 142                         | 1月8日            | 『インティマシー・コーディネーター』（論創社）                                            | 西山ももこ     | 地理系ブックカフェ 空想地図（東京・世田谷）                  |        |
| 木曜 17:15 - （テレビ東京） |                   |                                                                                           |                |                                                              |        |
| 143                         | 1月9日、16日      | 『たべるノヲト。』（マガジンハウス）                                                      | 松重豊         | 悠久堂書店                                                   |        |
| 水曜 0:30 - 1:00 (火曜深夜) |                   |                                                                                           |                |                                                              |        |
| 144                         | 1月22日           | 『水族館飼育員のキッカイな日常』（さくら舎）                                              | なんかの菌     | átoa（神戸市）                                               |        |
| 145                         | 1月29日           | 『トークの教室 「面白いトーク」はどのように生まれるのか』（河出書房新社）                 | 藤井青銅       | STAR BOOKS（神奈川・川崎）                                   |        |
| 146                         | 2月5日            | 『お経から読み解く未来予言 仏教コード』（学研出版サイト）                                 | 三木大雲       | 読夢の湯（東京・高円寺）                                     |        |
| 147                         | 2月12日           | 『世界の果てまで行って喰う―地球三周の自転車旅―』（新潮社）                                | 石田ゆうすけ   | ボヘミアンズ・ギルド（東京・神保町）                         |        |
| 148                         | 2月19日           | 『教養（インテリ）悪口本』（光文社）                                                      | 堀元見         | 六本脚（東京・千代田区）                                     |        |
| 149                         | 2月26日           | 『一流の共通点』（徳間書店）                                                              | 二宮博         | 古書＆カフェ ルーペ舎（滋賀・彦根）                          |        |
| 150                         | 3月5日            | 『それ、数学で証明できます。-日常に潜む面白すぎる数学にまつわる20の謎-』（ワニブックス）  | 北川郁馬       | 鍛冶六（兵庫・姫路）                                         |        |
| 151                         | 3月12日           | 『文章を仕事にするなら、まずはポルノ小説を書きなさい』（雷鳥社）                          | わかつきひかる | ブックカフェ チャイと選書 Chapters bookstore（東京・市ヶ谷） |        |
| 152                         | 3月19日           | 『大阪 裏の歩き方』（彩図社）                                                             | 花田庚彦       | Cool Beans! Classic Books（東京・大田区）                    |        |
| 153                         | 3月26日           | 『借金を返すためにマグロ漁船に乗っていました』（彩図社）                                  | 菊地誠壱       | 古書 隠書泊（おにしょはく）（岡山県岡山市）                  |        |
| 154                         | 4月1日            | 『バディ入門』（大和書房）                                                                | トミヤマユキコ | ニュースナック四ツ目長屋（新潟県新潟市）                     |        |
| 155                         | 4月8日            | 『告知事項あり。』（主婦の友社）                                                          | 児玉和俊       | tunelessmelody bookstore（住所不定）                         |        |
| 156                         | 4月16日           | 『沈没船博士、海の底で歴史の謎を追う』（新潮社）                                          | 山舩晃太郎     | BREW BOOKS（東京・杉並区）                                   |        |
| 157                         | 4月23日           | 『タワマン理事長 - ある電通マンの記録 -』（ワニブックス）                                 | 竹中信勝       | 風呂屋書店（北海道・札幌）                                   |        |
| 158                         | 4月30日           | 『クイズ作家のすごい思考法』（集英社インターナショナル）                                  | 近藤仁美       | 生方文具書店（東京・目黒区）                                 |        |
| 159                         | 5月7日            | 『呼び屋一代 マドンナ・スティングを招聘した男』（講談社）                                 | 宮崎恭一       | ロックオンキング                                             |        |
| 160                         | 5月14日           | 『それでも俺は、妻としたい』（新潮社）                                                    | 足立紳         | 長谷川広文館（大阪・茨木）                                   |        |
| 161                         | 5月21日           | 『忍者はすごかった 忍術書81の謎を解く』（幻冬舎）                                         | 山田雄司       | 本と豆料理 豆千（埼玉・川口）                                |        |
| 162                         | 5月28日           | 『映画を早送りで観る人たち』（光文社）                                                    | 稲田豊史       | RBL CAFE（東京・下北沢）                                     |        |
| 163                         | 6月4日            | 『白バイ隊員 交通取り締まり とほほ日記』（講談社）                                        | 洋 吾          | 熊谷堂書店（埼玉・熊谷）                                     |        |
| 164                         | 6月11日           | 『こんなことで、死にたくなかった』（三笠書房）                                            | 高木徹也       | めねふね堂（東京・台東区）                                   |        |
| 165                         | 6月18日           | 『何も持ってないのに、なんで幸せなんですか？』（亜紀書房）                                | 奥野克巳       | いわた書店（北海道・砂川）                                   |        |
| 166                         | 6月25日           | 『はじめての統計学 レジの行列が早く進むのは、どっち!?』（総合法令出版）                   | 佐藤舞         | 汽水空港（鳥取・湯梨浜町）                                   |        |
| 167                         | 7月2日            | 『断末魔の現場から〜今明かされるお化け屋敷制作の秘密〜』（竹書房）                        | 今出彩賀       | ねをはす HOTEL BOOK＆CAFE（山口・下関）                      |        |
| 168                         | 7月9日            | 『私の職場はサバンナで!す!』（河出書房新社）                                              | 太田ゆか       | 読夢の湯                                                     |        |
| 169                         | 7月16日           | 『僕は日本でたったひとりのチベット医になった』（径書房）                                  | 小川康         | Chillaxin’Book Shop（東京・中野）                            |        |
| 170                         | 7月23日           | 『プロの小説家が教える歴史作家のマル秘ネタ帳』（双葉社）                                  | 木下昌輝       | 百舌鳥屋（大阪・堺）                                         |        |
| 171                         | 7月30日           | 『かもめんたる岩崎う大のお笑いクロニクル 難しすぎる世界が僕を鬼才と呼ぶ』（扶桑社）       | 岩崎う大       | 須方書店（埼玉・深谷）                                       |        |
| 172                         | 8月6日            | 『樋口真嗣特撮野帳 -映像プラン・スケッチ-』（パイ インターナショナル）                    | 樋口真嗣       | 書肆喫茶mori（大阪府大阪市）                                 |        |
| 173                         | 8月13日           | 『セックスコンプライアンス』（扶桑社）                                                    | 加藤博太郎     | SUB STORE（東京・高円寺）                                    |        |
| 174                         | 8月20日           | 『黒服の手帳 カリスマキャバクラ店長が教える「部下を動かす」技術』（小学館クリエイティブ） | 黒服ムラカミ   | ページ薬局（大阪・豊中）                                     |        |

## スタッフ
- 構成：トダセルク
- 音効：齋藤資典
- OP曲：PET／「SUNSHINE BABY」
- ED曲：ORESKABAND／「新・NIPPON狂詩曲」
- 編集・MA：TWINKLELAND.
- デザイン：高木綾香
- 編成：樽谷旬（テレビ大阪）
- 宣伝：藤村可那子（テレビ大阪）
- AD：黒葛平夏美・長島モニカ
- ディレクター：伊藤有祐・北見大地
- 演出：鈴木圭介
- プロデューサー：与十田孝輔 (テレビ大阪)・菅大輔・小八重泰臣
- 制作協力：ディコンプレックス
- 制作著作：テレビ大阪